# Yvonne Doughty
Yvonne Jean Doughty (* 14. August 1927 in Oklahoma; † 15. März 2004 in Newport Beach) war eine US-amerikanische Schauspielerin.

## Leben
Yvonne Doughty gewann mehrere Schönheitswettbewerbe und arbeitete zunächst als Model. Ende der 1940er Jahre erhielt sie winzige Rollen in Filmen wie Tulsa und Der Rebell, in deren Vorspann sie jedoch nicht einmal erwähnt wurde. Einen größeren Part hatte sie in dem Halbstarkendrama Der Wilde, wo sie die Ex-Freundin von Marlon Brando verkörperte. Der endgültige Durchbruch als Filmschauspielerin gelang Doughty jedoch nie. 1953 lernte sie im Restaurant ihrer Mutter den Schauspieler Jess Barker kennen, der zu dieser Zeit noch mit Susan Hayward verheiratet war. Die beiden verliebten sich ineinander und zogen kurz darauf zusammen. Doch bereits nach knapp einem Jahr erfolgte die Trennung, da Barker die Miete nicht mehr zahlen konnte. Im Dezember 1955 brachte Doughty die gemeinsame Tochter Morgana Ruth zur Welt, deren Vaterschaft Barker jedoch bestritt. Doughty zog deshalb vor Gericht und Barker wurde schließlich zu Unterhaltszahlungen verurteilt.
1961 heiratete Doughty in Las Vegas den wohlhabenden Geschäftsmann Lafayette Bartholomew Utter, der etliche Jahre älter war als sie. Im August 1968 erfolgte die Scheidung von Utter. In den 1970er-Jahren schrieb Doughty einige Kurzgeschichten.

## Filmographie
- 1949: Tulsa
- 1950: Der Rebell
- 1953: Der Wilde
- 1955: Rattennest
- 1955: The Man Behind the Badge (Fernsehserie, Folge The Case of the Educated Prisoner)